# Francisco González (tennis)
Pour les articles homonymes, voir Francisco González et González.
Francisco González, né le 19 novembre 1955 à Wiesbaden en Allemagne, est un joueur de tennis paraguayen, professionnel entre 1977 et 1988.

## Carrière
Né en Allemagne de nationalité américaine à la Wiesbaden Air Base où son père était en poste en tant qu'ingénieur civil, il a ensuite grandi à Guaynabo à Porto Rico, puis étudié deux ans à l'Université d'État de l'Ohio. En 1982, la Fédération paraguayenne de tennis le convainc de représenter le pays en Coupe Davis au sein de l'équipe nouvellement créée, marquant ainsi le retour du Paraguay dans la compétition après plus de 50 ans d'absence. C'est dans ce cadre qu'il a le plus souvent l'occasion de s'illustrer en battant des joueurs tels que Andrés Gómez, Tomáš Šmíd ou encore Henri Leconte. En double, associé à Víctor Pecci, il signe des victoires sur des paires tchécoslovaques, françaises, suédoises ou encore australiennes.
Jamais titré en simple, il a tout de même disputé la finale du tournoi de Cincinnati en 1980 contre Harold Solomon après avoir battu le n°3 mondial Jimmy Connors en demi-finale (6-2, 7-6). En 1981, il bat un nouveau top 10, Brian Teacher à Philadelphie puis réalise son principal résultat en Grand Chelem avec un huitième de finale à Wimbledon. En 1983, après une succession de défaites, il se rattrape en fin d'année en atteignant les quarts de finale à Cincinnati où il bat Gene Mayer (9e). L'année suivante, il signe l'une de ses plus grandes victoires en éliminant le n°2 mondial Ivan Lendl au tournoi de Toronto (7-6, 6-4).
Il a connu plus de succès dans les épreuves de double avec 10 titres acquis entre 1979 et 1984 dont l'Open d'Italie avec Víctor Pecci en 1983. Il joue exclusivement cette discipline lors de ses trois dernières saisons, le plus souvent avec le sud-africain Eddie Edwards.

## Palmarès

### Finales en simple messieurs
| No | Date       | Nom et lieu du tournoi                      | Catégorie | Dotation  | Surface         | Vainqueur       | Score         |  |
| -- | ---------- | ------------------------------------------- | --------- | --------- | --------------- | --------------- | ------------- |  |
| 1  | 18-08-1980 | Tournoi de tennis de Cincinnati, Cincinnati |           | 200 000 $ | Dur (ext.)      | Harold Solomon  | 7-6, 6-3      |  |
| 2  | 01-10-1984 | GWA Mazda Tennis Classic, Brisbane          |           | 100 000 $ | Moquette (int.) | Eliot Teltscher | 3-6, 6-3, 6-4 |  |

### Finale en double mixte
| No | Date       | Nom et lieu du tournoi | Catégorie | Dotation  | Surface      | Vainqueurs                          | Partenaire  | Score         |          |
| -- | ---------- | ---------------------- | --------- | --------- | ------------ | ----------------------------------- | ----------- | ------------- | -------- |
| 1  | 27-05-1985 | Roland-Garros Paris    | G. Chelem | 800 000 $ | Terre (ext.) | Martina Navrátilová Heinz Günthardt | Paula Smith | 2-6, 6-3, 6-2 | Parcours |

## Parcours dans les tournois duGrand Chelem

### En simple
| Année | Open d'Australie | Open d'Australie | Internationaux de France | Internationaux de France | Wimbledon       | Wimbledon     | US Open         | US Open       | Open d'Australie | Open d'Australie |
| ----- | ---------------- | ---------------- | ------------------------ | ------------------------ | --------------- | ------------- | --------------- | ------------- | ---------------- | ---------------- |
| 1977  | —                | —                | —                        | —                        | —               | —             | 2e tour (1/32)  | D. Crawford   | —                | —                |
| 1978  | n.o.             | n.o.             | —                        | —                        | —               | —             | 1er tour (1/64) | W. Fibak      | —                | —                |
| 1979  | n.o.             | n.o.             | 2e tour (1/32)           | J. Granát                | 2e tour (1/32)  | B. Scanlon    | 2e tour (1/32)  | B. Manson     | —                | —                |
| 1980  | n.o.             | n.o.             | 1er tour (1/64)          | A. Gómez                 | 1er tour (1/64) | R. Case       | 3e tour (1/16)  | G. Vilas      | —                | —                |
| 1981  | n.o.             | n.o.             | 1er tour (1/64)          | H. Ismail                | 1/8 de finale   | J. Kriek      | 1er tour (1/64) | S. Krulevitz  | —                | —                |
| 1982  | n.o.             | n.o.             | 2e tour (1/32)           | T. Šmíd                  | 2e tour (1/32)  | M. Hocevar    | —               | —             | 2e tour (1/32)   | T. Mayotte       |
| 1983  | n.o.             | n.o.             | 1er tour (1/64)          | P. Složil                | —               | —             | 1er tour (1/64) | T. Högstedt   | —                | —                |
| 1984  | n.o.             | n.o.             | —                        | —                        | 2e tour (1/32)  | T. Mayotte    | 2e tour (1/32)  | To. Gullikson | 3e tour (1/16)   | S. Davis         |
| 1985  | n.o.             | n.o.             | —                        | —                        | 2e tour (1/32)  | S. Glickstein | 1er tour (1/64) | P. Složil     | 2e tour (1/32)   | R. Saad          |
| 1986  | n.o.             | n.o.             | —                        | —                        | —               | —             | 1er tour (1/64) | W. Masur      | n.o.             | n.o.             |

N.B. : à droite du résultat se trouve le nom de l'ultime adversaire.

### En double
| Année | Open d'Australie | Open d'Australie | Internationaux de France                                                                 | Internationaux de France                                                         | Wimbledon                                                                             | Wimbledon                                                                         | US Open                                                                             | US Open | Open d'Australie | Open d'Australie |
| ----- | ---------------- | ---------------- | ---------------------------------------------------------------------------------------- | -------------------------------------------------------------------------------- | ------------------------------------------------------------------------------------- | --------------------------------------------------------------------------------- | ----------------------------------------------------------------------------------- | ------- | ---------------- | ---------------- |
| 1977  | —                | —                | 1/8 de finale H. Gildemeister \|\| style="text-align:left;" \| A. Panatta P. Bertolucci  | —                                                                                | —                                                                                     | 2e tour (1/16) R. Ycaza \|\| style="text-align:left;" \| J. Feaver J. James       | —                                                                                   | —       |                  |                  |
| 1978  | n.o.             | n.o.             | —                                                                                        | —                                                                                | —                                                                                     | —                                                                                 | 1er tour (1/32) P. Cramer \|\| style="text-align:left;" \| E. van Dillen D. Ralston | —       | —                |                  |
| 1979  | n.o.             | n.o.             | 1er tour (1/32) E. Teltscher \|\| style="text-align:left;" \| J. Fillol Á. Fillol        | 1/8 de finale J. Kriek \|\| style="text-align:left;" \| B. Hewitt F. McMillan    | 1/4 de finale E. Teltscher \|\| style="text-align:left;" \| M. Riessen S. Stewart     | —                                                                                 | —                                                                                   |         |                  |                  |
| 1980  | n.o.             | n.o.             | 1/4 de finale R. Lutz \|\| style="text-align:left;" \| B. Gottfried R. Ramírez           | 1/8 de finale B. Prajoux \|\| style="text-align:left;" \| P. Fleming J. McEnroe  | 2e tour (1/16) J. Kriek \|\| style="text-align:left;" \| C. Graebner C. Pasarell      | —                                                                                 | —                                                                                   |         |                  |                  |
| 1981  | n.o.             | n.o.             | 2e tour (1/16) Ž. Franulović \|\| style="text-align:left;" \| P. Hjertquist S. Krulevitz | 1er tour (1/32) V. Pecci \|\| style="text-align:left;" \| J. Austin F. McNair    | 1/8 de finale D. Carter \|\| style="text-align:left;" \| K. Curren S. Denton          | —                                                                                 | —                                                                                   |         |                  |                  |
| 1982  | n.o.             | n.o.             | 2e tour (1/16) R. Moore \|\| style="text-align:left;" \| J. Feaver C. Motta              | 2e tour (1/16) R. Moore \|\| style="text-align:left;" \| C. Johnstone C. Miller  | 2e tour (1/16) P. Dupré \|\| style="text-align:left;" \| B. Manson B. Teacher         | 1er tour (1/32) V. Pecci \|\| style="text-align:left;" \| R. Case B. Drewett      |                                                                                     |         |                  |                  |
| 1983  | n.o.             | n.o.             | 1/4 de finale V. Pecci \|\| style="text-align:left;" \| B. Dyke B. Prajoux               | —                                                                                | —                                                                                     | 2e tour (1/16) M. Mitchell \|\| style="text-align:left;" \| D. Dowlen N. Odizor   | —                                                                                   | —       |                  |                  |
| 1984  | n.o.             | n.o.             | 2e tour (1/16) D. Pérez \|\| style="text-align:left;" \| S. Stewart M. Edmondson         | 1er tour (1/32) J. Fillol \|\| style="text-align:left;" \| D. Gitlin C. Hooper   | 2e tour (1/16) M. Mitchell \|\| style="text-align:left;" \| M. Bauer C. Motta         | 1/4 de finale M. Mitchell \|\| style="text-align:left;" \| J. Nyström M. Wilander |                                                                                     |         |                  |                  |
| 1985  | n.o.             | n.o.             | 1/4 de finale M. Mitchell \|\| style="text-align:left;" \| M. Edmondson K. Warwick       | 1er tour (1/32) M. Mitchell \|\| style="text-align:left;" \| B. Drewett C. Lewis | 1er tour (1/32) J. Lapidus \|\| style="text-align:left;" \| M. Mortensen H. Simonsson | 2e tour (1/16) B. Teacher \|\| style="text-align:left;" \| M. De Palmer P. Doohan |                                                                                     |         |                  |                  |
| 1986  | n.o.             | n.o.             | 1er tour (1/32) E. Edwards \|\| style="text-align:left;" \| J. Clavet G. Guerrero        | 1er tour (1/32) E. Edwards \|\| style="text-align:left;" \| P. Cash K. Curren    | 1/8 de finale E. Edwards \|\| style="text-align:left;" \| J. Nyström M. Wilander      | n.o.                                                                              | n.o.                                                                                |         |                  |                  |
| 1987  | —                | —                | —                                                                                        | —                                                                                | —                                                                                     | —                                                                                 | 1er tour (1/32) T. Warneke \|\| style="text-align:left;" \| D. Dowlen M. Freeman    | n.o.    | n.o.             |                  |

N.B. : le nom du ou de la partenaire se trouve sous le résultat ; le nom des ultimes adversaires se trouve à droite.

### En double mixte
| Année | Open d'Australie | Open d'Australie | Internationaux de France | Internationaux de France    | Wimbledon | Wimbledon | US Open | US Open | Open d'Australie | Open d'Australie |
| ----- | ---------------- | ---------------- | ------------------------ | --------------------------- | --------- | --------- | ------- | ------- | ---------------- | ---------------- |
| 1985  | n.o.             | n.o.             | Finale Paula Smith       | M. Navrátilová H. Günthardt |           |           | —       | —       | n.o.             | n.o.             |

N.B. : le nom de la partenaire se trouve sous le résultat ; le nom des ultimes adversaires se trouve à droite.